# Piz Surgonda
Piz Surgonda är en bergstopp i Schweiz.   Den ligger i regionen Maloja och kantonen Graubünden, i den östra delen av landet, 180 km öster om huvudstaden Bern. Toppen på Piz Surgonda är 3 197 meter över havet, eller 219 meter över den omgivande terrängen. Bredden vid basen är 1,5 km.
Terrängen runt Piz Surgonda är huvudsakligen bergig, men den allra närmaste omgivningen är kuperad. Närmaste större samhälle är St. Moritz, 8,8 km öster om Piz Surgonda. 
Trakten runt Piz Surgonda består i huvudsak av gräsmarker. Runt Piz Surgonda är det glesbefolkat, med 14 invånare per kvadratkilometer.